# Justin Lukas
Justin Lukas (* 6. Januar 2006) ist ein deutscher Fußballspieler.

## Werdegang
Der Abwehrspieler Justin Lukas begann seine Karriere beim Bielefelder Amateurverein SpVg Heepen und wechselte über den VfL Theesen in die Jugendabteilung von Arminia Bielefeld. Für die Arminia spielte er ab der U-11-Mannschaft. In der Saison 2022/23 wurde Lukas mit den Bielefeldern Vizemeister der B-Junioren-Bundesliga West und qualifizierte sich für die Endrunde um die deutsche B-Junioren-Meisterschaft 2023, wo sich die Arminia durch einen 2:1-Sieg über den VfL Wolfsburg den Meistertitel sicherte. Noch als A-Jugendlicher gab er am 18. Mai 2024 sein Profidebüt in der 3. Liga, als er am letzten Spieltag beim 2:0-Sieg der Bielefelder beim TSV 1860 München in der 76. Minute für Marius Wörl eingewechselt wurde. Mit der Arminia gewann er den Westfalenpokal 2023/24 durch einen 3:1-Sieg über den SC Verl.
Justin Lukas verfügt über einen starken linken Fuß, vor allem sein Schuss als auch seine Flanken gelten als sehr gefährlich.

## Erfolge
- Westfalenpokalsieger: 2024
- Deutscher B-Junioren-Meister: 2023